# El dragón chiflado
El dragón chiflado (The Reluctant Dragon, según su título original en inglés) es una película que combina secuencias animadas con secuencias rodadas en imagen real. Producida por Walt Disney Productions (estudio cinematográfico rebautizado entre tanto como Walt Disney Pictures), El dragón chiflado fue dirigida por Alfred Werker y distribuida por primera vez en salas por RKO Radio Pictures el 20 de junio de 1941. Esencialmente, se trata de una vuelta por las entonces nuevas instalaciones de Walt Disney Studios en Burbank, California. El reparto incluyó al comediante radiofónico Robert Benchley, así como a muchos otros empleados de Disney tales como Ward Kimball, Fred Moore, Norman Ferguson, Clarence Nash, e incluso Walt Disney, todos ellos interpretándose a sí mismos.

## Visión general

### Apertura
La película comienza en la casa de Robert Benchley mientras juega en su piscina, disparando dardos a patos de juguete. Resulta que se está demorando en tratar de vender los derechos de El Dragón Chiflado al director del estudio Walt Disney. La esposa de Benchley finalmente lo convence de que se acerque a Disney para que conduzcan hasta Walt Disney Studios. Allí, lo deja en la puerta del estudio mientras se va de compras.

### Tour de operaciones de estudio por Benchley
Después de su llegada, Benchley esquiva a un guía de estudio demasiado oficioso llamado Humphrey (interpretado por Buddy Pepper). Mientras deambula por el estudio, Benchley se topa con varias operaciones de Disney y aprende sobre el proceso de animación tradicional, algunas de cuyas facetas son explicadas por una empleada llamada Doris (Frances Gifford).
- El aula de dibujo al natural, donde los animadores aprenden a caricaturizar personas y animales observando la realidad.
- Una banda sonora y una sesión de grabación de voz con Clarence Nash, la voz del Pato Donald, y Florence Gill, la voz de Clara Cluck.
- Una sesión de foley para una caricatura con Casey Junior de Dumbo. Doris demuestra el sonovox en esta escena, que se utilizó para crear la voz del tren.
- La sala de cámaras, con una demostración de la cámara multiplano. Cuando Benchley entra en la sala de cámaras, la película cambia de escala de grises y blanco y negro a tecnicolor (al estilo de El mago de Oz), lo que lleva al gracioso Benchley a (rompiendo la Cuarta pared) a examinar su ahora corbata roja y azul y su copia amarilla del libro de cuentos El Dragón Chiflado y comenta: "¡Ahh... Technicolor!" Cuando Doris llega para mostrarle la sala de cámaras, le pregunta a Benchley si la recuerda. Su respuesta: "Sí, ¡pero te ves muy diferente en Technicolor!" El Pato Donald aparece en el soporte de la cámara para ayudar a explicar la mecánica de la animación y la fotografía de animación.
- El departamento de tinta y pintura, incluido un montaje de exhibición en Technicolor del departamento de pintura. Doris presenta una celda completa del personaje principal de Bambi.
- El departamento de maquetas, que fabrica maquetas (pequeñas estatuas) para ayudar a los animadores a visualizar un personaje desde todos los ángulos. Algunas de las maquetas en exhibición incluyeron a la tía Sarah, Si y Am de La dama y el vagabundo y Peter Pan, Capitán Garfio, Tinker Bell, Mr. Smee, John y Michael Darling de Peter Pan; ambas películas estaban en desarrollo en ese momento, pero se retrasarían por la Segunda Guerra Mundial y no se completarían hasta la década de 1950. También se exhibe una centaurette cebra negra de Fantasia, que Benchley admira. El empleado de turno hace de Benchley una maqueta de sí mismo, que muchos años después fue comprada y propiedad del director de Warner Bros., Chuck Jones.
- El departamento de guiones gráficos, donde un grupo de guionistas (uno de los cuales es interpretado por Alan Ladd) prueban su idea para un nuevo cortometraje sobre Benchley: Baby Weems. La historia se muestra a la audiencia en forma de animatic, o un carrete de historia, usando animación limitada. Alfred Werker, prestado por 20th Century Fox para dirigir esta película, se convirtió más tarde en el primer director de cine externo en utilizar el guion gráfico, que el personal de Disney había desarrollado a partir de guiones ilustrados anteriores a principios de la década de 1930.
- La sala de los animadores Ward Kimball, Fred Moore y Norm Ferguson. Benchley observa a Kimball animando a Goofy. Él y la audiencia también disfrutan de una vista previa de una nueva caricatura de Goofy, Cómo montar a caballo, la primera de las muchas parodias de la serie Goofy. (RKO luego reeditó How to Ride a Horse como un cortometraje independiente el 24 de febrero de 1950, con John McLeish como el narrador y Clarence Nash como el caballo de Goofy, Percy). Después de ver la presentación de Goofy, Benchley ve a Ferguson animando a Pluto.
- Humphrey, que ha estado un paso por detrás de Benchley durante toda la película, finalmente lo detiene y lo entrega en persona a Walt Disney, que está en la sala de proyección del estudio a punto de proyectar una película recién terminada. Cuando Benchley se sienta, le entrega a Disney la celda animada, la maqueta, y descubre la centaureta en un bolsillo. Disney invita a Benchley a unirse a ellos; Para vergüenza y alivio de Benchley, la película que proyectan es un cortometraje de dos carretes (veinte minutos) basado en el mismo libro que Benchley quería que Walt adaptara, El Dragón Chiflado.

### El Dragón Chiflado
La caricatura comienza con una introducción del narrador de la historia. Se presenta a uno de los personajes principales, El niño, que está leyendo un libro sobre caballeros y dragones sedientos de sangre. Su padre llega corriendo, afirmando haber visto un monstruo. El niño le asegura a su padre que solo era un dragón, a lo que el padre entra en pánico y corre hacia la aldea con miedo.
Luego, el niño va a la guarida del dragón, donde no se enfrenta a una bestia feroz, sino a una criatura tímida y amante de la poesía. Aunque se sorprende al ver la criatura tan agradable que es el Dragón, el Niño se hace amigo de él. Cuando regresa al pueblo, el Niño descubre que Sir Giles, el cazador de dragones, ha llegado. Corre para decirle al Dragón que debería pelear con él, solo para quedar decepcionado cuando el Dragón anuncia que nunca peleará. El niño visita a Sir Giles (no a 
St. George como en la historia original), y se revela que Sir Giles es un anciano. El Niño le dice a Sir Giles que el Dragón nunca peleará y deciden visitarlo.
Sir Giles y el Niño visitan al Dragón mientras hace un pícnic. Resulta que a Sir Giles también le encanta inventar poesía, por lo que el Dragón y Sir Giles se dan una serenata el uno al otro. El niño luego pregunta si podría recitar un poema propio. A partir de esto, aprovecha su oportunidad para decir una palabra y gritarles que organicen la pelea. El Dragón se va, pero es persuadido de que salga de su cueva cuando Sir Giles lo halaga. El Dragón y Sir Giles finalmente deciden pelear, pero cuando Sir Giles y el Niño se van, el Dragón se da cuenta conmocionado de que accidentalmente accedió a una pelea e intenta decirles a Sir Giles y al niño que cambió de opinión, pero ellos ignoran. él y el Dragón murmuran para sí mismos por qué no puede simplemente mantener su gran boca cerrada. Al día siguiente, los aldeanos se reúnen para ver la pelea. Sir Giles llega esperando al Dragón.
Dentro de su cueva, el Dragón está demasiado asustado para luchar y no puede escupir fuego. El niño que llama al dragón "poeta punk" hace que el dragón se enoje y finalmente escupa llamas. El Dragón salta de alegría ya que ahora es feroz. Se produce la pelea, con Sir Giles persiguiendo al Dragón con su espada y hacia la cueva, donde beben té y hacen ruidos para que parezca que están peleando. A la intemperie, cargan entre sí, creando una enorme nube. Adentro bailan, y Sir Giles revela que es hora de matar al Dragón, pero solo para fingir, a lo que el Dragón se emociona. Sir Giles coloca su lanza debajo del brazo del Dragón, luego el Dragón salta de la nube y realiza una dramática escena de muerte. La historia termina con la aceptación del Dragón en la sociedad, a lo que el Dragón recita un poema:
"¡Prometo no despotricar ni rugir, y azotar el campo nunca más!"
Los animadores dibujan a Sir Giles para que se parezca un poco a Don Quijote.

### Clausura
La película se cierra con Benchley y su esposa conduciendo a casa; ella lo reprende por no poder vender la película y que, al perder el tiempo, Benchley perdió la oportunidad de vender los derechos, ya que Disney ya había producido una película. Él responde "phooey", al estilo del Pato Donald.